# 이서면 (완주군)
이서면(伊西面)은 대한민국 전북특별자치도 완주군의 면이다. 면적은 33.47 km2, 인구는 2020년말 주민등록 기준으로 14,342 명이다. 갈산·용서·반교·금평리에 전북혁신도시가 건설 중이다.
1987년에는 북쪽의 조촌읍이, 1989년에도 남동쪽의 구이면 용복·중인·원당리 등이 전주시로 편입되면서 전주시와 김제시에 둘러싸여 완주군의 다른 지역과 지리적으로 분리된 월경지가 되었다.

## 연혁
- 1914년 4월 1일 : 전주군 이서면
- 1935년 10월 1일 : 완주군 이서면[1]
- 1983년 2월 15일 : 원동리가 조촌면으로 이관[2]
- 1990년 8월 1일 : 상림리, 중리가 전주시로 이관[3]
- 1994년 12월 26일 : 김제군 용지면 금평리(金坪里)가 편입되었다.[4] 이서면에 금평리가 이미 있었기 때문에 금계리(金溪里)로 개칭하였다.

## 법정리
- 이문리
- 갈산리
- 금계리
- 용서리
- 상개리 : 면 행정복지센터 소재지
- 반교리
- 남계리
- 금평리
- 은교리
- 이성리

## 언론
- 전북불교방송 : 2025년 6월 개국예정.